# غوس هانسن
غوس هانسن (بالدنماركية: Gus Hansen)‏ هو لاعب بوكر دنماركي، ولد في 13 فبراير 1974 في كوبنهاغن في الدنمارك.

## وصلات خارجية
- غوس هانسن على موقع IMDb (الإنجليزية)
- غوس هانسن على موقع قاعدة بيانات الفيلم (الإنجليزية)